# Sega
Sega Corporation (đọc là say-gah) là một công ty trò chơi điện tử của Nhật Bản và là công ty con của Sega Sammy Holdings có trụ sở chính tại Tokyo. Công ty sản xuất một số các thương hiệu trò chơi bán được hàng triệu bản cho máy chơi điện tử thùng và máy chơi trò chơi điện tử, bao gồm Sonic the Hedgehog, Angry Birds, Phantasy Star, Puyo Puyo, Super Monkey Ball, Total War, Virtua Fighter, Megami Tensei, Sakura Wars, Persona, The House of the Dead, và Yakuza. Từ năm 1983 đến năm 2001, Sega cũng đã phát triển máy chơi trò chơi điện tử của riêng họ.
Sega do Martin Bromley và Richard Stewart thành lập ở Hawaii với tên gọi Nihon Goraku Bussan vào ngày 3 tháng 6 năm 1960. Ngay sau đó, công ty mua lại tài sản của tiền nhiệm là Dịch vụ trò chơi của Nhật Bản. Năm 1965, công ty đổi tên thành Sega Enterprises, Ltd., sau khi mua lại Rosen Enterprises, một nhà nhập khẩu máy chơi trò chơi vận hành bằng tiền xu. Sega đã phát triển trò chơi dùng xu đầu tiên của họ là Periscope vào năm 1966. Năm 1969, Sega đã được bán cho Gulf and Western Industries. Sau sự suy thoái của ngành kinh doanh trò chơi điện tử thùng vào đầu những năm 1980, Sega bắt đầu phát triển máy chơi trò chơi điện tử, bắt đầu với SG-1000 và Master System, nhưng gặp khó khăn trước các đối thủ cạnh tranh như Nintendo Entertainment System. Năm 1984, các giám đốc điều hành của Sega David Rosen và Hayao Nakayama đã dẫn đầu thương vụ mua lại ban quản lý, với sự hỗ trợ từ CSK Corporation.
Năm 1988, Sega phát hành Mega Drive, hay Genesis tại Bắc Mỹ. Mega Drive gặp khó khăn khi cạnh tranh tại Nhật Bản, nhưng Genesis đã thành công ở nước ngoài sau khi phát hành Sonic the Hedgehog vào năm 1991 và bán chạy hơn đối thủ cạnh tranh chính của họ là Super Nintendo Entertainment System trong một thời gian ngắn tại Hoa Kỳ. Năm 2001, sau một số thất bại thương mại như 32X, Saturn và Dreamcast, Sega đã ngừng sản xuất máy chơi trò chơi điện tử để trở thành hãng phát hành thứ ba và được Sammy Corporation mua lại vào năm 2004. Sega Holdings Co., Ltd. thành lập năm 2015; Sega Corporation đổi tên thành Sega Games Co., Ltd. và bộ phận trò chơi điện tử thùng của công ty tách thành Sega Interactive. Năm 2020, Sega Games và Sega Interactive sáp nhập với nhau để trở thành Sega Corporation.

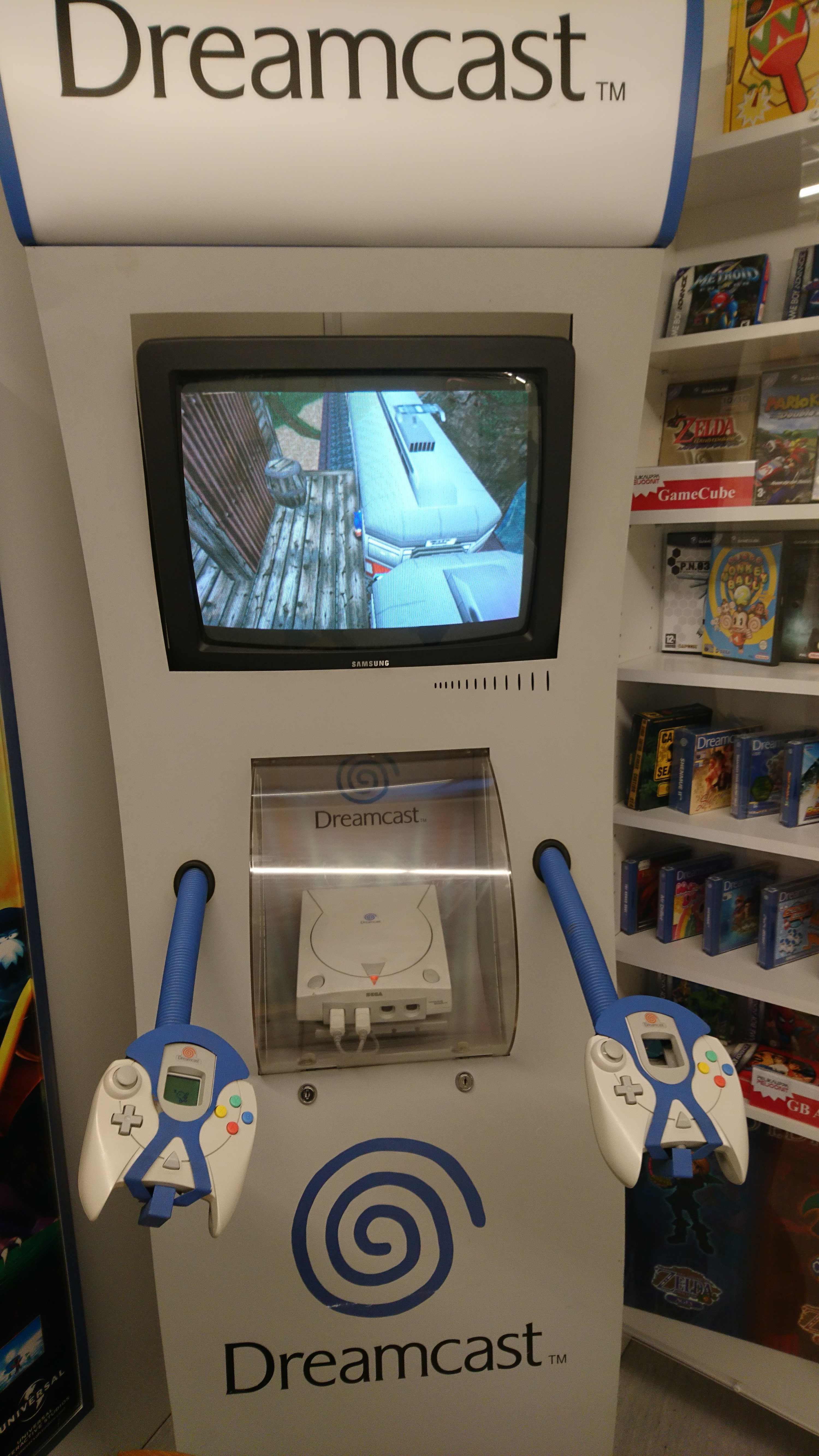
Một gian hàng demo Dreamcast tại Bảo tàng Trò chơi Phần Lan ở Tampere, Phần Lan, năm 2017

Các chi nhánh quốc tế của Sega là Sega of America và Sega Europe, có trụ sở chính tại Irvine, California và London. Các xưởng phát triển của Sega bao gồm các bộ phận nghiên cứu và phát triển nội bộ (sử dụng các thương hiệu Ryu Ga Gotoku Studio và Sonic Team cho một số mục nhượng quyền cốt lõi), Sega Sapporo Studio chủ yếu hỗ trợ các nhóm phát triển có trụ sở tại Tokyo cũng như xử lý một phần quá trình phát triển trò chơi., và Atlus (bao gồm cả bộ phận R&D của họ) và năm studio phát triển tại Anh và Châu Âu: Creative Assembly, Sports Interactive, Sega Hardlight, Two Point Studios và Rovio Entertainment (bao gồm cả Ruby Games). Sega là một trong những nhà sản xuất game thùng mạnh nhất thế giới và linh vật của hãng là Sonic, là thương hiệu được nhận diện trên toàn thế giới. Sega được biết đến nhờ các máy chơi game, sự sáng tạo và đổi mới. Trong những năm gần đây, hãng bị chỉ trích vì các quyết định kinh doanh và chất lượng sản phẩm kém sáng tạo.
Là bộ phận nội dung giải trí của Sega Sammy Holdings, tạo thành một nửa của Sega Sammy Group, Sega cũng sở hữu một công ty đồ chơi và máy giải trí, Sega Fave, bao gồm các bộ phận phát triển và sản xuất trò chơi điện tử và hai xưởng phim hoạt hình: TMS Entertainment, nơi sản xuất, làm phim hoạt hình và phân phối phim hoạt hình, và Marza Animation Planet, chuyên về phim hoạt hình CG.

### Nguồn gốc và thành công của trò chơi arcade (1940 - 1982)

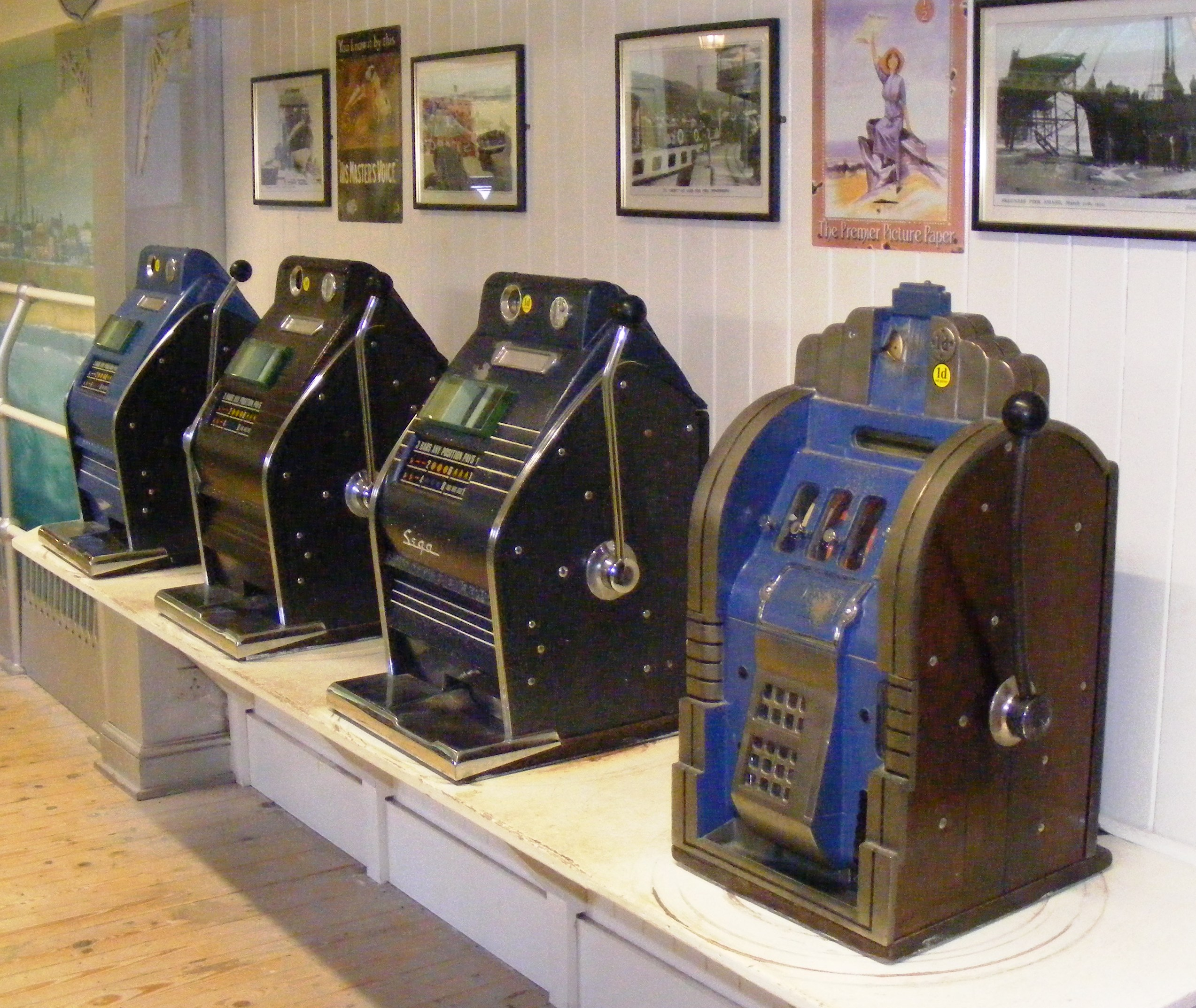
Diamond 3 Star là máy đánh bạc chạy bằng xu do Sega sản xuất vào những năm 1950.

Logo cũ được sử dụng cho đến năm 1975.

### Tham gia vào thị trường máy chơi trò chơi điện tử và sự hồi sinh của trò chơi arcade (1982 - 1989)

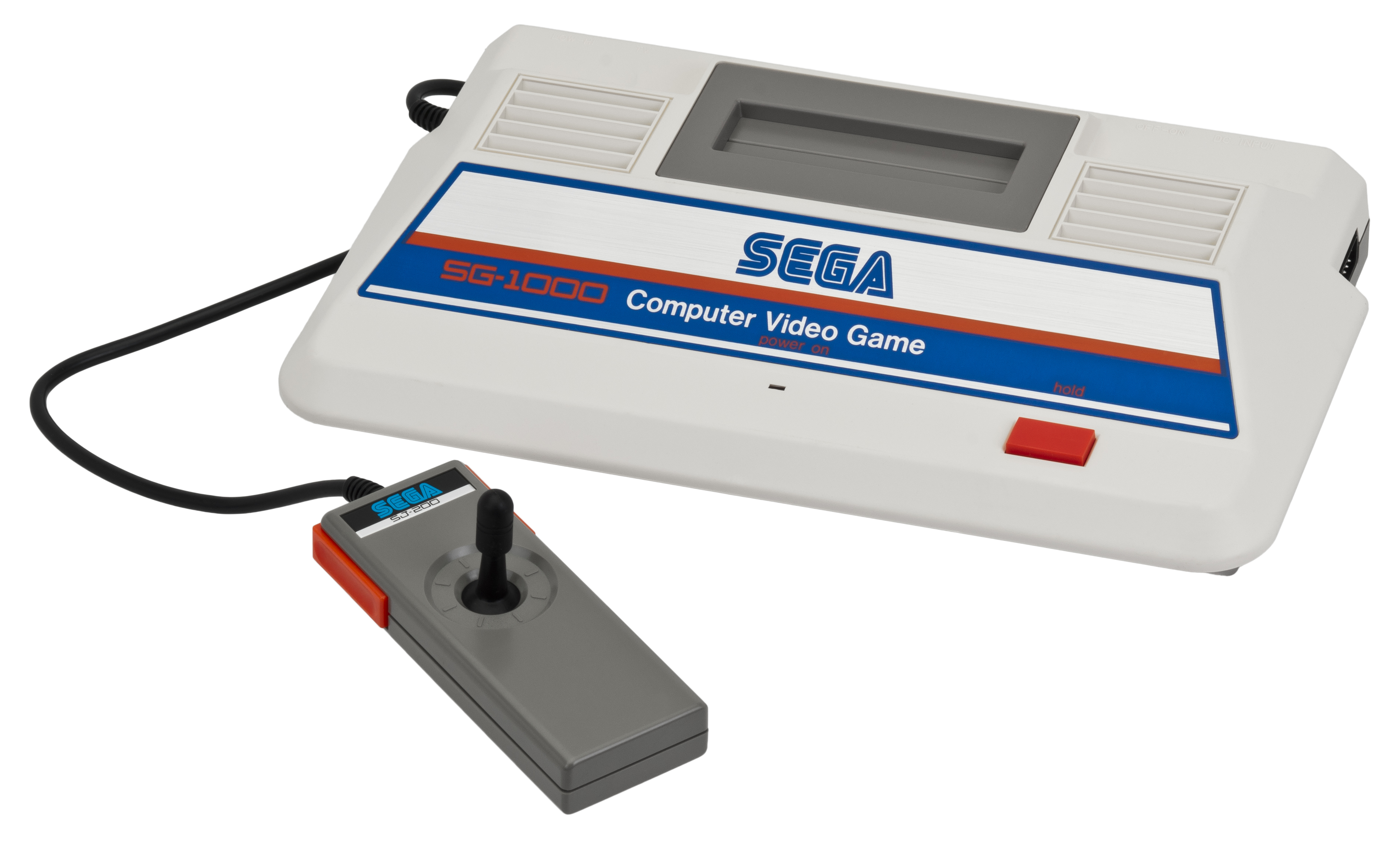
Máy chơi trò chơi điện tử đầu tiên của Sega, SG-1000

### Genesis, Sonic the Hedgehog và thành công chủ đạo (1989–1994)

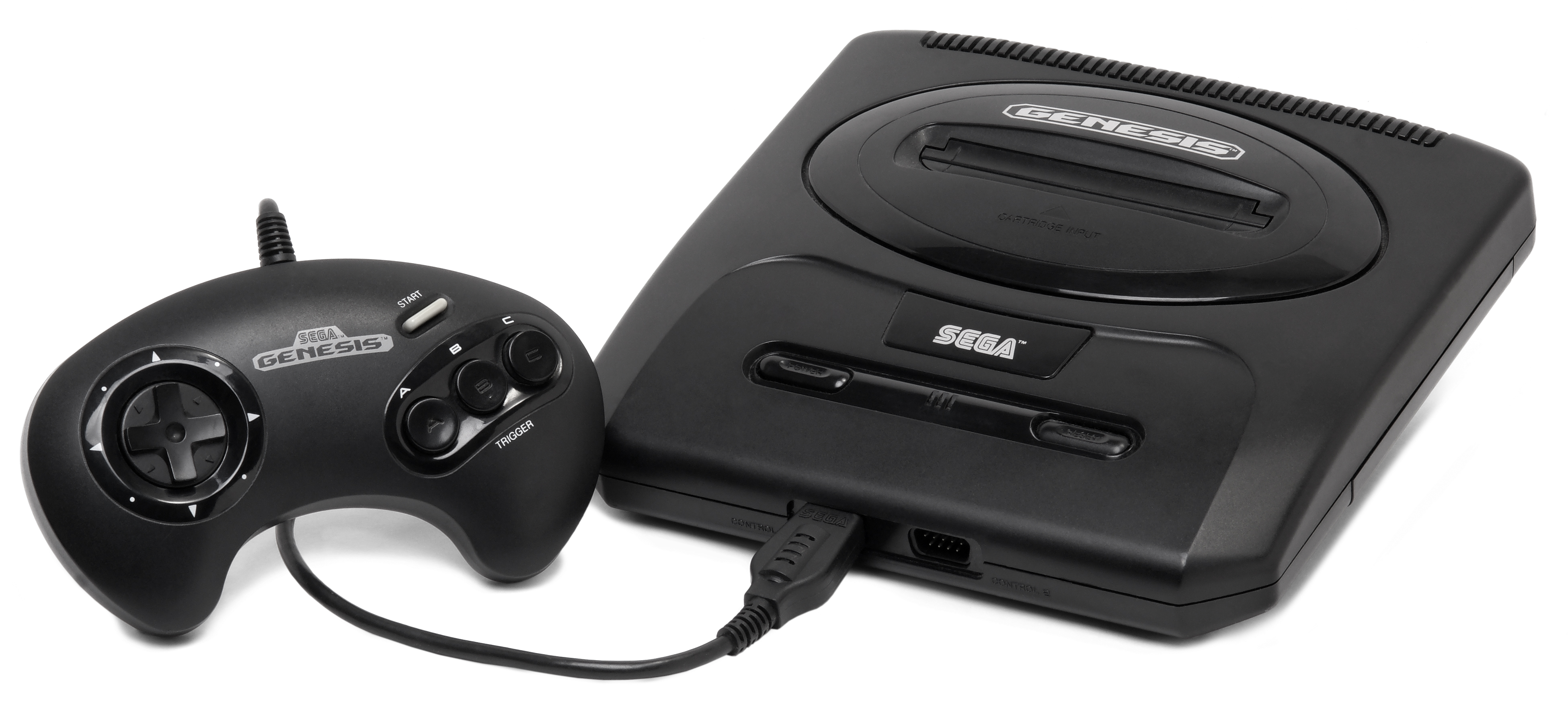
Sega Genesis (phiên bản Bắc Mỹ thứ hai trong hình), phiên bản kế nhiệm Master System của Sega, đã thống trị thị trường máy chơi trò chơi điện tử 16-bit ở nhiều nơi trên thế giới trong thế hệ máy chơi trò chơi điện tử thứ tư.

### Dreamcast và không ngừng cố gắng (1998–2001)

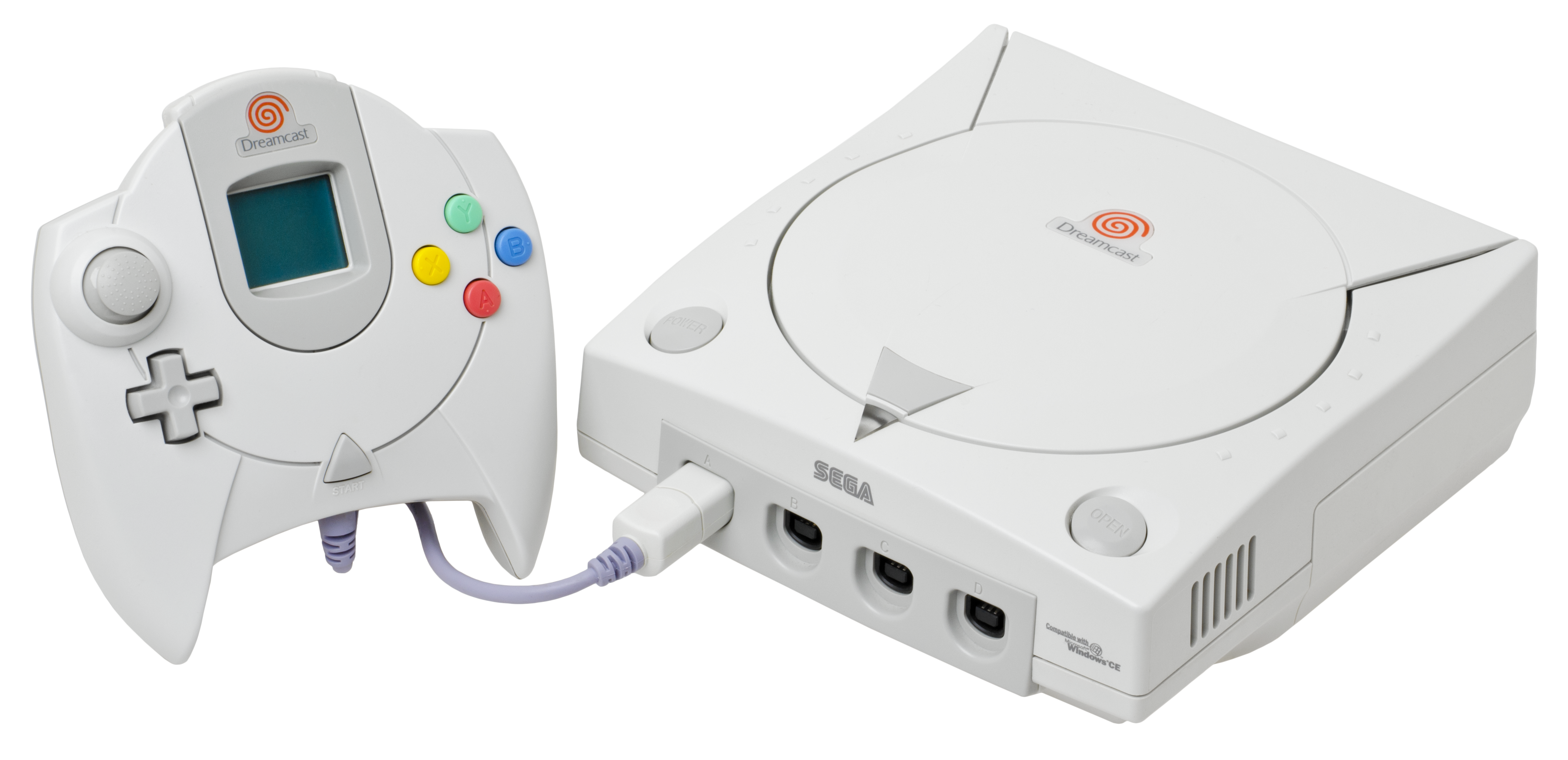
Dreamcast đã ngừng sản xuất từ năm 2001, và là máy chơi trò chơi điện tử cuối cùng của Sega.

## Lịch sử